# Masanori Tsuji
Masanori Tsuji (辻 昌憲, Tsuji Masanori, 24 de março de 1946 — Ueno, Gunma, 12 de agosto de 1985) foi um ciclista olímpico japonês. Tsuji representou seu país durante os Jogos Olímpicos de Verão de 1964, em Tóquio.